# 小林十九二
小林 十九二（こばやし とくじ、1901年3月10日 - 1964年6月11日）は、兵庫県出身の俳優。
松竹で脇役俳優として活躍し、蒲田撮影所と大船撮影所で約200本の作品に出演した。神経質で気弱い男を当たり役とし、大学生、若旦那、とぼけ役を多く演じた。戦後は老け役で出演。

## 来歴

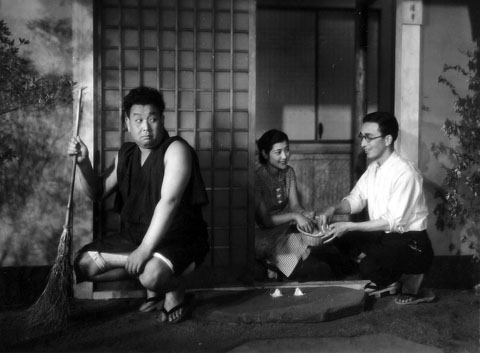
『入婿合戦』（1936年）。左から大山健二、高杉早苗、小林。

1901年（明治34年）3月10日、岡山県岡山市に生まれる（戦前の名鑑では兵庫県神戸市旭通生まれとされている）。
岡山市立工芸学校（現在の岡山県立岡山工業高等学校）を中退後、学生新劇団を組織して各地を巡演する。後に蒲田の日本自動車学校に入り、卒業後は同校で勤務するが、近所に松竹蒲田撮影所があったため次第に俳優を憧れるようになる。1921年（大正10年）1月、諸口十九の弟子となり、蒲田撮影所に入社する。小林德二を芸名とし、同年7月に公開された諸口主演の『悪夢』でデビューした。
1924年（大正13年）頃から二枚目として売り出し、梅村蓉子主演の『呪はれる貞操』などに準主役クラスで出演し、翌1925年（大正14年）に飯田蝶子、吉村秀也、二葉かほるらとともに準幹部に昇格。同年、五所平之助監督『当世玉手箱』で初主演。牛原虚彦監督・鈴木伝明主演の青春映画などで助演し、蒲田のスター女優の田中絹代、松井千枝子らと共演、学生役や色敵役で非凡な芸を見せた。やがて二枚目から三枚目に役どころを移し、1930年（昭和5年）に日本初の本格的トーキー映画『マダムと女房』には音楽家役で出演。五所平之助監督には特に重用され、五所の『花嫁の寝言』『伊豆の踊子』『人生のお荷物』等に脇役出演した。1933年（昭和8年）1月、坂本武とともに幹部待遇に昇格、1935年（昭和10年）には幹部に昇進した。
1934年（昭和9年）3月16日、賭け麻雀をしていたとして福田蘭童、広津和郎ら13人、翌日には菊池寛、飯田蝶子、筑波雪子らが検挙され、同日午後に吉川満子、奈良真養、古川ロッパらと共に小林も検挙された。
戦中は松竹を退社し、舞台生活を送って各地を巡演していた。戦後、黒澤明監督の『素晴らしき日曜日』などに出演し、1951年（昭和26年）に松竹大船撮影所へ復帰。多くの作品で助演したが、特に木下惠介監督作品には『二十四の瞳』『楢山節考』など計9本に出演した。1950年代後半からはテレビドラマにも出演。最後の出演映画は、没後に公開された黒澤監督の『赤ひげ』（ノンクレジット）だった。
1964年（昭和39年）6月11日、死去。63歳没。

## 出演作品

### 映画
太字の題名はキネマ旬報ベストテンにランクインした作品
- 黒川博士（1924年、松竹）
- 妹（1924年、松竹）
- 島に咲く花（1924年、松竹）
- 乳姉妹（1925年、松竹）
- 南島の春（1925年、松竹）
- 村の先生（1925年、松竹）
- 文化病（1925年、松竹）
- 麻雀（1925年、松竹）
- 二人巡礼（1925年、松竹）
- 伯爵令嬢（1925年、松竹）
- 自然は裁く（1925年、松竹）
- 前代未聞の仇討（1925年、松竹）
- 当世玉手箱（1925年、松竹）
- お坊ちゃん（1926年、松竹）
- 奔流（1926年、松竹）
- 広瀬中佐（1926年、松竹）
- 地下室（1926年、松竹） - 栗山の息子久彌
- 愛（1926年、松竹）
- コスモス咲く頃（1926年、松竹）
- お照とお雪（1927年、松竹） - 一郎
- 九官鳥（1927年、松竹） - 事務員岩井
- 父帰る（1927年、松竹） - 道化芸人
- 恋模様二人娘（1927年、松竹）
- 近代武者修行（1928年、松竹）
- 感激時代（1928年、松竹） - 学生
- 彼と東京（1928年、松竹）
- 彼と田園（1928年、松竹）
- 妻君廃業（1928年、松竹）
- 狂ったローマンス（1928年、松竹） - 医学博士
- 陸の王者（1928年、松竹） - 牧田芳郎
- 輝く昭和（1928年、松竹） - 社員
- 山の凱歌（1929年、松竹） - モダンボーイ
- 黄昏の誘惑（1929年、松竹）
- 宝の山（1929年、松竹） - 丹次郎
- 彩られる唇（1929年、松竹）
- 彼と人生（1929年、松竹） - 救世軍の士官
- 不景気時代（1930年、松竹） - 紳士
- 進軍（1930年、松竹） - 小林中尉
- 麗人（1930年、松竹） - 里見
- 若者よなぜ泣くか（1930年、松竹） - 小原平吉
- 愛よ人類と共にあれ（1931年、松竹） - 社員兼田
- 肉体の暴風（1931年、松竹） - 石川元雄
- 若き日の感激（1931年、松竹） - 先生
- マダムと女房（1931年、松竹） - 音楽家
- 淑女倶楽部（1931年、松竹）
- 金色夜叉（1932年、松竹） - 遊佐民橘
- 銀座の柳（1932年、松竹）
- 蝕める春（1932年、松竹） - 北村敬一
- 村の凱歌（1932年、松竹）
- 天国に結ぶ恋（1932年、松竹） - 奥平修二
- 愛の防風林（1932年、松竹） - 小関
- 忠臣蔵（1932年、松竹） - 外村源左衛門
- 恋ざんげ（1933年、松竹）
- 花嫁の寝言（1933年、松竹） - 小村
- 君と別れて（1933年、松竹） - 客
- 伊豆の踊子（1933年、松竹） - 踊子の兄栄吉
- 嬉しい頃（1933年、松竹） - 学生岡本
- 愛撫（1933年、松竹） - 小西先生
- ラッパと娘（1933年、松竹）
- 婦系図（1934年、松竹） - 掏り万吉
- 与太者と花嫁（1934年、松竹） - 長屋の職工
- 都会の感傷（1934年、松竹） - 藤井
- お小夜恋姿（1934年、松竹） - 隅田
- 私の兄さん（1934年、松竹） - 仙公
- 生きとし生けるもの（1934年、松竹）
- 春琴抄（1935年、松竹） - 若旦那
- 永久の愛（1935年、松竹） - 秘書中谷
- 人生のお荷物（1935年、松竹） - 栗山俊一
- 大学よいとこ（1936年、松竹） - 西田
- 家族会議（1936年、松竹） - 店員
- 男性対女性（1936年、松竹） - 演出助手
- 婚約三羽烏（1937年、松竹） - 受験者
- 女医絹代先生（1937年、松竹） - 患者
- 浅草の灯（1937年、松竹） - 香具師
- 静御前（1938年、新興キネマ） - 源範頼
- 兄とその妹（1939年、松竹） - 沢田英二
- 五人の兄妹（1939年、松竹） - 字の上手な男
- 新しき家族（1939年、松竹） - 矢野
- 木石（1940年、松竹） - 泉
- お絹と番頭（1940年、松竹） - 足袋屋福屋の人々
- 男の意氣（1942年、松竹） - 幸助
- 四つの恋の物語 第2話 別れも愉し（1947年、東宝） - バーのマスター
- 素晴らしき日曜日（1947年、東宝） - アパートの受付の男
- 殿様ホテル（1949年、東宝） - 猫越
- 踊る龍宮城（1949年、松竹） - 博覧会委員長府具氏
- 女性対男性（1950年、芸研プロ） - 川島さん
- 窓から飛び出せ（1950年、新東宝） - お照し教師
- 細雪（1950年、新東宝） - 野村
- シミキンの無敵競輪王（1950年、東宝）
- 奥様に御用心（1950年、松竹） - 保健医
- 悲歌（1951年、東宝） - 小劇場マネージャー
- 命美わし（1951年、松竹） - 山村編集長
- 適齢三人娘（1951年、松竹） - 編集長
- 海の花火（1951年、松竹） - 犬上千代治
- 伊豆の艶歌師（1952年、松竹） - 艶歌師親分
- お嬢さん社長（1953年、松竹） - 主治医野口博士
- 日本の悲劇（1953年、松竹）
- 君の名は（1953年、松竹）
- 別離（1954年、松竹） - 会社重役早川
- 伊豆の踊子（1954年、松竹） - 馬車の馭者
- 二十四の瞳（1954年、松竹） - 松江の父
- 若い人たち（1954年、全国銀行従業員組合）
- 女の一生（1955年、松竹） - 父
- 路傍の石（1955年、松竹） - 野村老人
- 二等兵物語 女と兵隊・蚕と兵隊（1955年、松竹） - 大妙准尉
- 柿の木のある家（1955年、東宝） - 獣医
- 野菊の如き君なりき（1955年、松竹） - 庄さん
- 人妻椿（1956年、松竹） - 塚本
- アチャコの子宝仁義（1956年、松竹） - 按摩の甚助
- 恐妻一代（1956年、松竹） - 社員
- 太陽とバラ（1956年、松竹） - 右隣の親父
- あなた買います（1956年、松竹） - 夏目詮三
- 花ふたたび（1956年、松竹） - 竹田支配人
- 喜びも悲しみも幾歳月（1957年、松竹） - 観音埼燈台手塚台長
- 集金旅行（1957年、松竹） - 萩の老人
- 張込み（1958年、松竹） - 洗濯屋の主人
- 楢山節考（1958年、松竹） - 村人
- 坊っちゃん（1958年、松竹） - お寺の住職
- 彼岸花（1958年、松竹） - 同窓生A
- 眼の壁（1958年、松竹） - 伊勢通信員・青山
- からたち日記（1959年、松竹） - 竹実の実父
- キクとイサム（1959年、大東映画） - 患者（ノンクレジット）[12]
- 伊豆の踊子（1960年、松竹） - 湯々野の洋品店主人
- 日本よいとこ 無鉄砲旅行（1960年、松竹） - みやげ物屋主人
- 笛吹川（1960年、松竹） - 権さん
- 名もなく貧しく美しく（1961年、東宝） - 本屋の主人
- 喜劇 駅前温泉（1962年、東宝） - 番頭・銀作
- 山河あり (1962年、松竹)
- 死闘の伝説（1963年、松竹） - 年寄り
- 白日夢（1964年、松竹） - 患者の老人
- 赤ひげ（1965年、東宝） - むじな長屋の住人

### テレビドラマ
- ヤシカゴールデン劇場（NTV）
  - 秋の停車場（1958年）
  - 夫婦（1959年）
- まりっぺ先生（1958年 - 1959年、NTV）
- 夫婦百景（NTV）
  - 第37話「ある苦労性の夫婦」（1959年）
  - 第79話「防犯夫婦」（1959年）
  - 第86話「日本一夫婦」（1959年）
  - 第93話「無資格女房」（1960年）
  - 第126話「げてもの狂亭主」（1960年）
  - 第163話「偏屈なる亭主」（1961年）
- ここに人あり 第91話「五月の空」（1959年、NHK）
- おかあさん 第2シリーズ 第2話「悪い女」（1959年、KR）
- ゴールデン劇場 / 妻は知っていた（1959年、NTV）
- お好み日曜座 / 湖の娘（1960年、NHK）
- 東芝土曜劇場（CX）
  - 第61話「つくられた真実」（1960年）
  - 第100話「消えたバス」（1961年）
- 指名手配（NET）
  - 第32話・第33話「蝮の族」（1960年）
  - 第124話・第125話「絆」（1961年）
- シャープ火曜劇場 第41話「二人の息子」（1962年、CX） - 赤木信三郎
- JNR公安36号 第7話「くらやみの唇」（1962年、NET）
- 特別機動捜査隊 第62話「工場が死んだ時」（1962年、NET）
- 七人の刑事 第92話「死体置場」（1963年、TBS）
- 判決 第40話「ボタ山の上に」（1963年、NET）